# Aricia czekelii
Aricia czekelii är en fjärilsart som beskrevs av Dioszeghy 1930. Aricia czekelii ingår i släktet Aricia och familjen juvelvingar. Inga underarter finns listade i Catalogue of Life.